# Contraband (Golden Earring)
Contraband is een muziekalbum van Golden Earring uit december 1976.
Het was de eerste elpee met de, algemeen als virtuoos beschouwde, gitarist Eelco Gelling in de vaste bezetting. Het resultaat is een plaat die gedomineerd wordt door gitaren, zoals te horen is op de single Bombay en in de lange soli in Con Man en Mad Love's Comin'. In de Verenigde Staten en Canada werd Contraband met een alternatieve tracklist uitgebracht als Mad Love, met I Need Love in de plaats van Faded Jeans. De internationale promotietournee leidde naar Groot-Brittannië en de Verenigde Staten. Uit twee concerten in Londen werd vervolgens Live (1977) samengesteld, de eerste live-elpee van de groep.

## Nummers
1. Bombay (3.52)
2. Sueleen (5.40)
3. Con Man (7.10)
4. Mad Love's Comin' (7.45)
5. Fightin' Windmills (4.38)
6. Faded Jeans (5.07)
7. Time's Up (3.56)

## Hitnotering
| Album met eventuele hitnotering(en) in de Nederlandse Album Top 100 | Datum van verschijnen | Datum van binnenkomst | Hoogste positie | Aantal weken | Opmerkingen |
| ------------------------------------------------------------------- | --------------------- | --------------------- | --------------- | ------------ | ----------- |
| Contraband                                                          | 1976                  | 11-12-1976            | 12              | 11           |             |

Discografie